# Шамбон сир Лак
Шамбон сир Лак (фр. Chambon-sur-Lac) насеље је и општина у централној Француској у региону Оверња, у департману Пиј де Дом која припада префектури Исоар.
По подацима из 2011. године у општини је живело 351 становника, а густина насељености је износила 7,48 становника/km². Општина се простире на површини од 46,93 km². Налази се на средњој надморској висини од 888 метара (максималној 1.883 m, а минималној 873 m).

## Демографија
| 1962. | 1968. | 1975. | 1982. | 1990. | 1999. | 2011. |
| ----- | ----- | ----- | ----- | ----- | ----- | ----- |
| 416   | 450   | 395   | 365   | 372   | 373   | 351   |

График промене броја становника у току последњих година